# Laurent Mars
Laurent Mars (* 19. August 1985) ist ein ehemaliger belgischer Radrennfahrer.
Laurent Mars begann seine Karriere 2007 bei dem belgischen Continental Team Storez-Ledecq Matériaux. Dort war er nicht erfolgreich und fuhr auch nur ein Jahr dort. In der Saison 2009 gewann er zwei Rennen in Senonchamps und in Rossignol. 2010 war er bei einem Rennen in Attert erfolgreich. Mit der belgischen Nationalmannschaft startete er bei der Tour du Faso, wo er die fünfte Etappe für sich entscheiden konnte und Sechster der Gesamtwertung wurde.
Seit 2013 ist er Manager bei dem belgischen Continental Team Vérandas Willems.

## Erfolge
2010
- eine Etappe Tour du Faso

## Teams
- 2007 Storez-Ledecq Matériaux